# خضرآباد (کوهسرخ)
خضرآباد نام روستایی تاریخی از توابع بخش بررود شهرستان کوهسرخ در استان خراسان رضوی است و این روستا در دهستان تکاب قرار دارد. براساس سرشماری سال ۱۳۹۵ جمعیت آن ۲۲۳ نفر (۷۰ خانوار) بوده است. از جاذبه‌های گردشگری این روستا می‌توان از قلعه خضرآباد نام برد. و همچنین نام رودخانهٔ خضرآباد از این روستا گرفته شده است.